# Fotbollsgalan 2008
Fotbollsgalan 2008 hölls i Globen i Stockholm måndagen den 17 november 2008, och var den 14:e fotbollsgalan sedan premiäråret 1995. TV4 och Sveriges Radio P4 sände.Programledare var Jessica Almenäs och Adam Alsing. Lennart Johansson och Pelé medverkade för att dela ut priser.
Då Zlatan Ibrahimović tilldelades Guldbollen blev han historisk, genom att bli först med att ha tilldelats priset tre gånger.
Nomineringarna till priserna presenterades den 27 oktober 2008.

## Priser
| Pris                         | Nominerade | Vinnare                                                                                         |
| ---------------------------- | --- | ----------------------------------------------------------------------------------------------- |
| Årets tränare, herrar        | Erik Hamrén - Aalborg/Rosenborg BK, Magnus Haglund - IF Elfsborg, Nanne Bergstrand - Kalmar FF, Jan Jönsson - Stabæk IF                           | Nanne Bergstrand                                                                                |
| Årets tränare, dam           | Thomas Mårtensson/Ulf Palmqvist - Kristianstads DFF, Daniel Petersson - Linköpings FC, Jörgen Petersson - LdB FC Malmö, Andreé Jeglertz - Umeå IK | Andreé Jeglertz                                                                                 |
| Årets nykomling (herr)       | Sebastian Rajalakso - Djurgårdens IF, Robin Söder - IFK Göteborg, Rasmus Jönsson - Helsingborgs IF, Joel Ekstrand - Helsingborgs IF               | Robin Söder                                                                                     |
| Årets genombrott (dam)       | Louise Fors - AIK, Nazanin Vaseghpanah - Hammarby, Kosovare Asllani - Linköpings FC, Jessica Landström - Linköpings FC                            | Jessica Landström                                                                               |
| Årets forward, herr          | Marcus Berg - FC Groningen, Henrik Larsson - Helsingborgs IF, Zlatan Ibrahimović - Inter, Patrik Ingelsten - Kalmar FF                            | Zlatan Ibrahimović                                                                              |
| Årets forward, dam           | Lisa De Vanna - AIK, Jessica Landström - Linköpings FC, Manon Melis - LdB FC Malmö, Marta - Umeå IK                                               | Marta                                                                                           |
| Årets mittfältare, herr      | Sebastian Larsson - Birmingham, Anders Svensson - IF Elfsborg, Daniel Andersson - Malmö FF, Viktor Elm - Kalmar FF                                | Viktor Elm                                                                                      |
| Årets mittfältare, dam       | Anne Mäkinen - AIK, Therese Sjögran - LdB FC Malmö, Ingvild Stensland - Kopparbergs/Göteborg, Victoria Svensson - Djurgårdens IF                  | Therese Sjögran                                                                                 |
| Årets back, herr             | Daniel Majstorović - AEK Aten, Teddy Lucic - IF Elfsborg, Mattias Bjärsmyr - IFK Göteborg, Olof Mellberg - Juventus                               | Olof Mellberg                                                                                   |
| Årets back, dam              | Sara Thunebro - Djurgårdens IF, Charlotte Rohlin - Linköpings FC, Sara Larsson - Linköpings FC, Stina Segerström - KIF Örebro DFF                 | Sara Thunebro                                                                                   |
| Årets målvakt, herr          | Andreas Isaksson - PSV Eindhoven, Johan Wiland - IF Elfsborg, Kim Christensen - IFK Göteborg, John Alvbåge - Örebro SK                            | Johan Wiland                                                                                    |
| Årets målvakt, dam           | Nadine Angerer - Djurgårdens IF, Hedvig Lindahl - Linköpings FC, Ulla-Karin Rönnlund - Umeå IK, Kristin Hammarström - KIF Örebro                  | Ulla-Karin Rönnlund                                                                             |
| Fotbollskanalens hederspris* | Pia Sundhage - USA:s damlandslag i fotboll Marta - Umeå IK Zlatan Ibrahimović - Inter Jan Jönsson - Stabæk IF                                     | Zlatan Ibrahimović                                                                              |
| Årets domare                 | | Stefan Johannesson och Lena Arwedahl                                                            |
| Årets skyttekung             | | Patrik Ingelsten, Kalmar FF, 19 mål                                                             |
| Årets skyttedrottning        | | Manon Mellis, LdB FC Malmö och Marta, Umeå IK, 23 mål                                           |
| Fair Play                    | | Kalmar FF (Allsvenskan), Falkenbergs FF (Superettan) och Kopparbergs/Göteborg (Damallsvenskan). |
| Diamantbollen                | | Frida Östberg                                                                                   |
| Guldbollen                   | | Zlatan Ibrahimović                                                                              |

## Artister
- Håkan Hellström, framförde "Jag vet inte vem jag är men jag vet att jag är din"
- Per Gessle, framförde "Silly Really"